# 石油製品

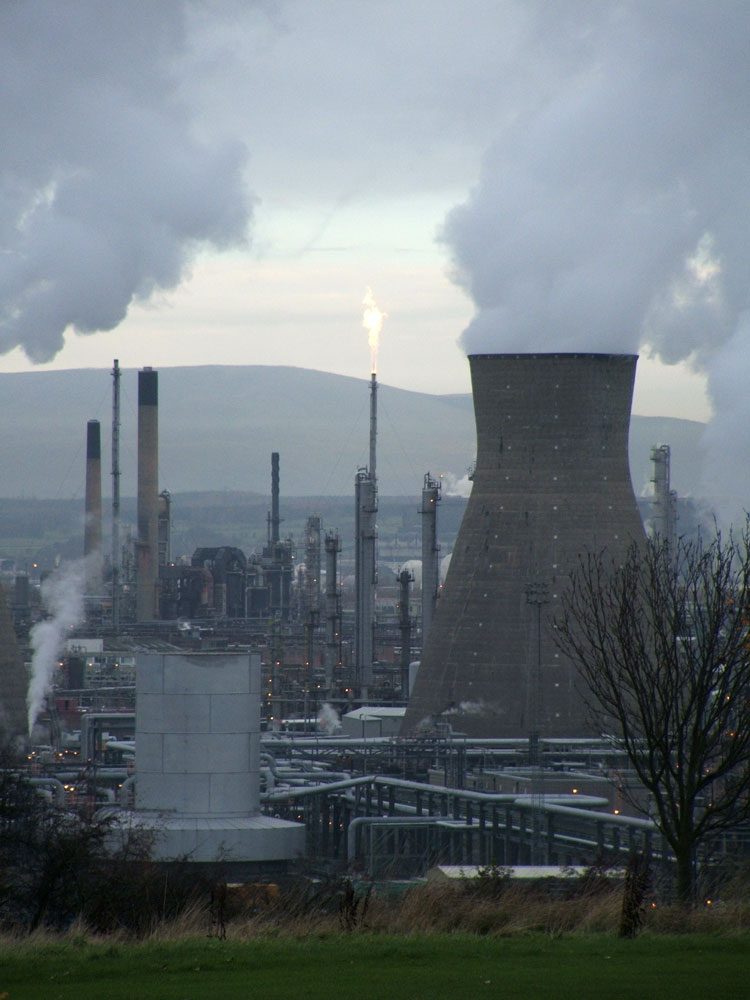
スコットランド・グランジマスの石油化学製品精製所

石油製品（せきゆせいひん）は、石油精製の過程を経て原油（石油）から分留された有益な物質全般をさす。
原油の組成と需要に従い、精製所は様々なシェアの石油製品を生み出す事ができる。石油製品で最大のシェアを占めるのは燃料油やガソリンのような多様な等級のエネルギー担体としての用途である。また精製所は同様にその他の化学物質も生産し、そのいくつかはプラスチックやその他の有用な材料を生産するための化学過程（en:Chemical process）で使用される。原油の多くは2、3%の硫黄を含んでいるので脱硫過程で石油製品同様に硫黄を精製する場合もある。残滓として生ずる石油コークスに含まれる水素や炭素も石油製品として利用される。精製過程で発生する水素は多くの場合、水素接触分解（接触分解）や脱硫のような他の精製過程に中間生成物として使用される。

## 石油精製による主な製品
| - 石油化学工業 (合成樹脂) - アスファルト - 軽油 - 重油 - ガソリン - 燃料油（en:Fuel oil）燃料へのリダイレクトページ |  | - ケロシン - 液化石油ガス (LPG) - 潤滑剤 - パラフィン - タール |

## 特殊最終製品
精油所は様々な原料油を混合し、適切な添加剤を混ぜ、短期間貯蔵庫を提供しトラック、艀、生産物船、そしておそらく鉄道車両にばら荷で積載するために製造する。
- プロパンのようなガス燃料は配給専用鉄道車両の圧力下の中、液状で貯蔵し輸送した。
- 液体燃料の混合（自動車と軍用機のガソリン等級、灯油、様々な航空タービン燃料、ディーゼル燃料、合成染料、洗剤、アンチノック剤添加物、燃焼促進物質、必要な抗真菌性混合物の生産）。艀、列車およびタンカーによって輸送された。おそらく消費者、特に主要空港への航空ジェット燃料が専用パイプラインで地方全域に輸送されるかもしくはパイプライン検査計（en:Pipeline inspection gauge、ピグ）と呼ばれた製品分離機を使用する多製品パイプラインで配給業者へ輸送された。
- 潤滑剤（軽機械油、エンジンオイル、グリース、必要な増粘安定剤）は、通常オフサイト梱包工場でまとめられ出荷された。
- 蝋（パラフィン）は、とりわけ冷凍食品のパッケージに使用される。おそらく梱包した塊として製造され大量に出荷される。
- 硫黄（もしくは硫酸）有機硫黄化合物として2、3%の硫黄を含むであろう石油から除去された硫黄の副産物。硫黄と硫酸は役に立つ工業の材料である。硫酸は通常、酸性先駆物質発煙硫酸として製造、出荷される。
- タールの大半は、タールと砂利の屋根ふきか同様の用途のために梱包するオフサイト設備のために出荷している。
- アスファルトは、アスファルトコンクリート（en:Asphalt concrete）を形成する礫の結合材として使用され、それは道路や1区画の舗装をするために使われる。アスファルト設備は発送のためにばら荷にして製造する。
- 石油コークスは電極の特定の型や固形燃料として特殊炭素製品で使用される。
- 石油化学工業、もしくは石油化学工業の原料油は様々な通路で更なる処理のためしばしば石油化学設備へ送られる。この石油化学製品はおそらくアルケンかそれらの前駆物質、または石油化学の芳香族化合物の様々な型だろう。

石油化学製品には用途に広い多様性を持っている。これらはモノマー生産のためにモノマーか原料油として一般的に使用される。アルファオレフィンとジエンのようなオレフィンは、モノマー前駆物質として同様に使用することが出来るにもかかわらず、しばしばモノマーで使用される。その時のモノマーは、重合体（ポリマー）を形成する様々な方法の重合反応。重合体（ポリマー）素材はそれらの素材型を形成するプラスチック、エラストマー、繊維または、めいいっぱいの量の中間体で使用することが出来る。いくらかの重合体（ポリマー）はゲル、もしくは潤滑剤として使用する。石油化学製品は溶媒、もしくは溶媒を生産するための供給原料として使用することが出来る。石油化学製品は同様に広く多様な化学製品と乗り物の流体、クリーナーの表面活性剤などの様な物質を先駆物質として使用することが出来る。